# Union internationale des chemins de fer
     attivi
     associati
     affiliati

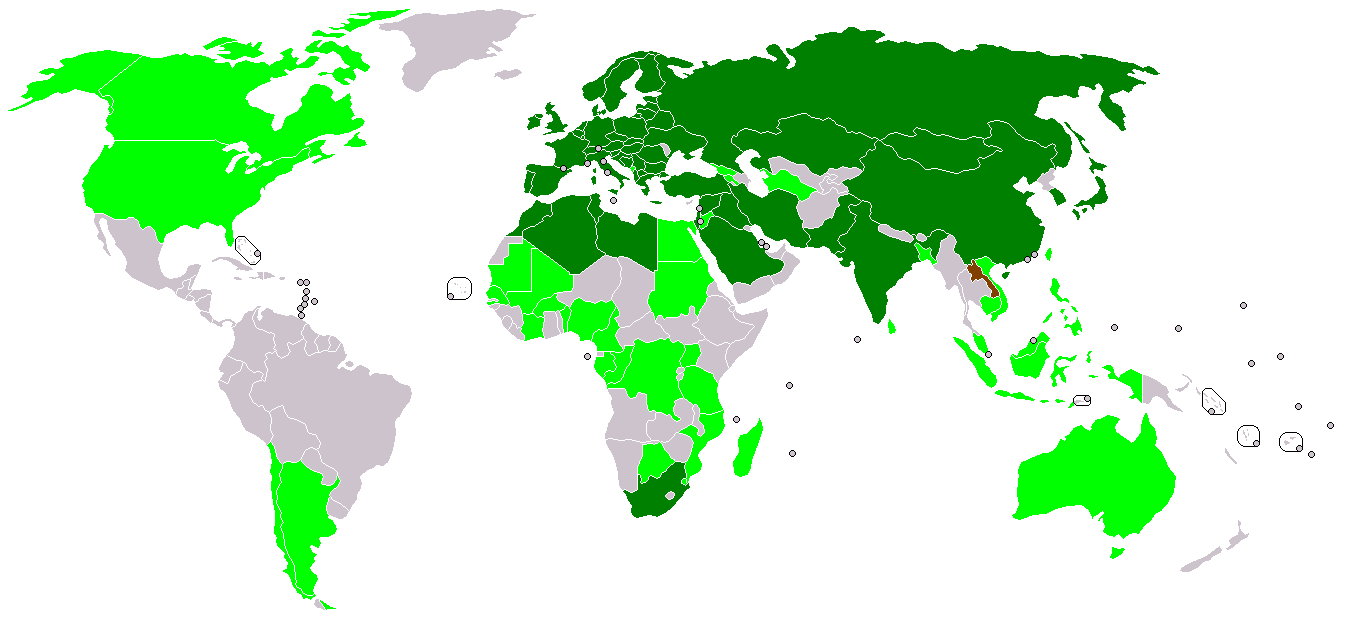
Nazioni aderenti UIC
attivi
associati
affiliati

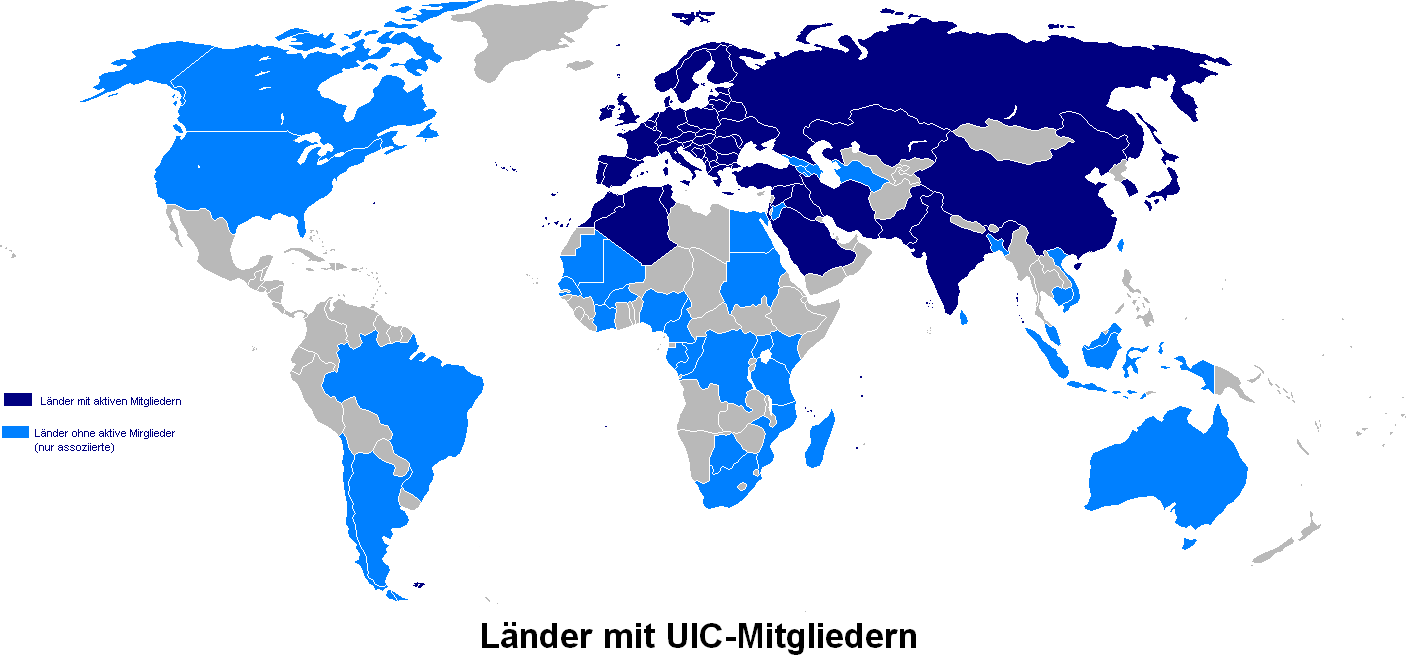
Nazioni aderenti (2007)

La Union internationale des chemins de fer, o più semplicemente UIC, (in italiano Unione Internazionale delle Ferrovie) è un'istituzione di normazione internazionale specializzata nel mondo dell'industria del trasporto ferroviario.

## Storia
Nata con sede a Parigi nell'ottobre 1922, inizialmente si prefiggeva lo scopo di coordinare l'operato delle varie ferrovie nazionali europee dopo la prima guerra mondiale e il trattato di Versailles.
Gli obiettivi primari al momento della fondazione erano la standardizzazione di vari aspetti dei sistemi ferroviari dei diversi paesi europei e il miglioramento dei metodi di costruzione e sfruttamento delle ferrovie.
Oggi il suo compito è principalmente quello di emettere normative comuni riguardo al materiale rotabile, alle infrastrutture e agli standard di sicurezza, in modo da rendere interoperabili i diversi sistemi ferroviari europei (che, nonostante ciò, hanno ancora notevoli differenze tra loro). Inoltre recentemente si è posta anche nuovi obiettivi, specialmente riguardo alle questioni legate alla liberalizzazione e alla globalizzazione del trasporto ferroviario e sui temi delle ferrovie in uno scenario di sviluppo sostenibile e riduzione dell'inquinamento.
L'UIC ha anche un'unità monetaria privata, il Franco UIC, classificato XFU dalla normativa ISO 4217.
La sede centrale è in Rue Jean Rey 16 (codice postale 75015) a Parigi, in Francia.
L'attuale presidente è l'italiano Gianluigi Vittorio Castelli.

## Obiettivi
Nello statuto dell'associazione sono indicati diversi obiettivi:
1. Assicurare la cooperazione ferroviaria internazionale a livello mondiale
2. Rafforzare la competitività e lo sviluppo del trasporto ferroviario
3. Rappresentare e promuovere gli interessi del trasporto ferroviario a livello mondiale
4. Stimolare sinergie tra le diverse entità globali per lo sviluppo del trasporto ferroviario

## Struttura
L'UIC è organizzata per livelli gerarchici.
- Assemblea generale
- Assemblee regionali

- Africa
- America del Nord
- America del Sud
- Asia
- Europa
- Medio Oriente

- Consiglio esecutivo
- Presidente e Vicepresidente
- Capo esecutivo e Vicecapo esecutivo
- Organismi di lavoro

- Forum
- Piattaforme
- Gruppi di lavoro
- Comitati di direzione dei Gruppi di lavoro

- Gruppi speciali
- Comitati di budget e verifica

## Accesso all'associazione
L'ammissione di un nuovo membro nella UIC e la sua assegnazione in una determinata categoria viene deciso dall'Assemblea Generale. L'Assemblea può ignorare i requisiti di attribuzione delle categorie se ritiene che vi siano particolari necessità.
Le Assemblee Regionali e il Consiglio Esecutivo possono concedere lo status di membro solo in maniera temporanea, purché questa condizione venga in seguito autorizzata dall'Assemblea Generale.
L'esclusione di un membro può invece essere decisa solo dall'Assemblea Generale, su richiesta dell'Assemblea Regionale e del Consiglio Esecutivo, sulla base di solide argomentazioni
All'atto dell'ammissione, i membri vengono inseriti in una delle seguenti categorie:
- Membri attivi: Compagnie ferroviarie pubbliche o private che siano operatori ferroviari (nel settore dei passeggeri, delle merci o entrambi), che possiedano una licenza valida ed un'effettiva capacità operativa, oppure che siano amministratori di infrastrutture, e che il loro volume di traffico strettamente legato alla ferrovia ecceda un limite stabilito dal documento interno "R1", approvato dall'Assemblea Generale
- Membri associati. Compagnie pubbliche o private che abbiano i requisiti per essere membri attivi, ma che non raggiungano i requisiti minimi di volume d'affari
- Membri affiliati. Compagnie pubbliche o private, inclusi istituti ed associazioni, le cui attività riguardino il trasporto ferroviario urbano, suburbano o regionale, o che operino nel settore dei trasporti ferroviari.